# Angel Dark
Angel Dark, slovaška pornografska igralka, * 11. april 1982, Sobrance.
Pornografsko kariero je začela leta 2002, in se je od takrat pojavila v več kot 150 filmih.